# Солонцово
Солонцо́во (рос. Солонцово) — село у складі Каримського району Забайкальського краю, Росія. Входить до складу Жимбіринського сільського поселення.
Стара назва — Кадахтінський.

## Населення
Населення — 120 осіб (2010; 146 у 2002).
Національний склад (станом на 2002 рік):
- росіяни — 92 %